# Capgemini

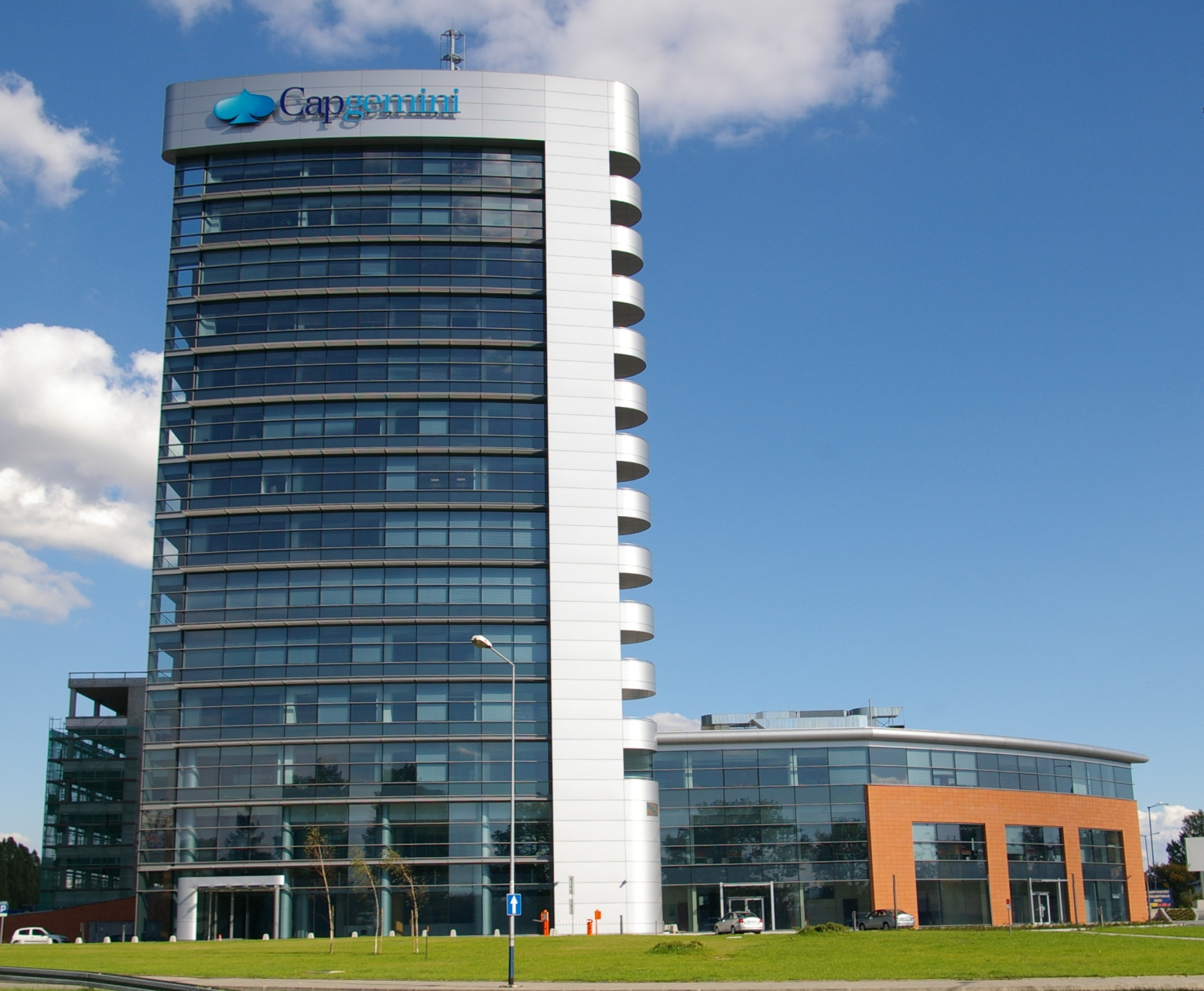
Bedrijfspand van Capgemini in Krakau (Polen)

Capgemini is een Frans consultancybedrijf, dat zijn werkgebied in de ICT en consultancy heeft. Wereldwijd bood de multinational in 2022 aan ongeveer 360.000 mensen werk.
Het hoofdkantoor van de Capgemini Group is gevestigd in Parijs. Directeur-generaal van de Capgemini Group is Aiman Ezzat, die sinds 20 mei 2020 deze functie bekleedt. Het werkgebied van de onderneming beslaat Europa, Azië, Noord- en Zuid-Amerika. Het Nederlands hoofdkantoor is sinds mei 2013 gevestigd in de Utrechtse wijk Leidsche Rijn. In Nederland had het bedrijf in 2011 ongeveer 5500 werknemers, in 2021 waren dit er meer dan 6000. In België is het kantoor gevestigd te Diegem.
Capgemini biedt diensten aan op het gebied van consulting, technology en business process outsourcing. Daarnaast biedt de onderneming lokaal gebonden diensten aan, die door zusterbedrijf Sogeti uitgevoerd worden.

## Geschiedenis
- 1883 – Oprichting van het bedrijf “Het Bureel van Boekhouding”, een voorloper van Ernst & Young Consulting.
- 1962 – Het Franse bedrijf Centre d’Analyse et Programmation (CAP) wordt opgericht.
- 1963 – Het Engelse bedrijf Computer Analysts and Programmers wordt opgericht.
- 1966 – Volmac wordt opgericht in Nederland door Joop van Oosterom, Nico Leerkamp en Jan Mol
- 1967 – Het Franse en Engelse bedrijf besluiten tot een fusie. CAP Europe wordt de nieuwe naam van het bedrijf. Doel is om de Europese markt te bedienen.
- 1967 – Serge Kampf richt in Grenoble Sogeti op.
- 1968 – CAP Nederland wordt opgericht.
- 1970 – Pandata wordt opgericht door PTT, AKZO en Nationale-Nederlanden om System Development Methodology (SDM) te ontwikkelen. SDM wordt later de standaard methodologie in Nederland.
- 1971 – Pandata wordt een onderdeel van het Amerikaanse Gemini Inc.
- 1973 – Sogeti neemt CAP France over en verkrijgt daarmee een belang van 50% in CAP Europe.
- 1973 – CAP France en CAP UK vormen CAP Europe met o.a. het dochterbedrijf CAP Nederland.
- 1975 – Overname van Gemini Inc. door Sogeti. De nieuwe naam van het bedrijf is Cap Gemini Sogeti. Dit bedrijf krijgt een meerderheidsbelang in het Nederlandse Pandata.
- 1975 – “Scheiding” tussen Cap Gemini Sogeti en Cap UK.
- 1975 – CAP Nederland wordt, na stemming door medewerkers, door Sogeti overgenomen en krijgt de naam Cap Gemini Nederland.
- 1980 – Volmac groeit in de jaren zeventig en tachtig autonoom en neemt bedrijven over als Interprogram en Gimbrère & Dohmen.
- 1989 – Integratie van Cap Gemini Nederland en Pandata tot Cap Gemini Pandata.
- 1991 – De consultancytakken die onder Cap Gemini Sogeti vallen en in de loop der jaren overgenomen zijn, worden gebundeld in Gemini Consulting.
- 1993 – Fusie tussen Cap Gemini Pandata en Volmac resulteert in Cap Volmac. Deze fusie door middel van een zogenaamde reverse takeover (Engels) resulteert in een notering aan de beurs van Amsterdam.
- 1996 – Na een complete herstructurering van het aandelenkapitaal van Cap Gemini Sogeti, wordt wereldwijd voor de groep en haar dochterondernemingen de naam Cap Gemini gebruikt.
- 2000 – Vanuit een fusie tussen Cap Gemini, Gemini Consulting en Ernst & Young Consulting, ontstaat in 2000 het bedrijf Cap Gemini Ernst & Young. Uit deze fusie krijgt Cap Gemini het recht de naam Ernst & Young voor een aantal jaar te gebruiken. Cap Gemini SA verwerft laatste aandelen in Cap Gemini NV en beëindigt notering aan de beurs van Amsterdam.
- 2002 – Herlancering merknaam Sogeti, ingezet als zusterbedrijf voor lokale diensten.
- 2004 – De directie besluit tot een rebranding, mede omdat het recht op het gebruik van de naam Ernst & Young beperkt was. De nieuwe naam van de onderneming en haar dochterondernemingen wordt wereldwijd Capgemini.
- 2006 – In oktober 2006 verwerft Capgemini het Indiase Kanbay International voor US$1,2 miljard ($29 per aandeel). Na deze overname, afgerond op 8 februari 2007, heeft Capgemini India 12.000 medewerkers.
- 2008 – In februari 2008 wordt Maxeda IT Services (250 medewerkers) overgenomen om door te gaan als Capgemini Retail Solutions. Hiermee versterkt Capgemini zijn positie in de retail. Capgemini Outsourcing B.V. verwerft het beheer over de IT-activiteiten van Maxeda (o.a. De Bijenkorf, V&D, Praxis) en HEMA.
- 2008 – In december 2008 neemt Capgemini de Business Application Services groep (2200 medewerkers) van KPN-Getronics over. Deze groep zal verdergaan als Capgemini BAS.
- 2010 – Capgemini introduceert haar nieuwe strategy and transformation brand “Capgemini Consulting”
- 2010 – Capgemini BAS wordt geïntegreerd met Capgemini. Capgemini BAS houdt op te bestaan.
- 2015 – Capgemini verwerft IGATE, een Amerikaanse beursgenoteerde technologiedienstverlener met 31.000 medewerkers.
- 2018 – Lancering van Capgemini Invent als het digitale innovatie-, advies- en transformatiemerk van de Capgemini Groep en opvolger van "Capgemini Consulting".
- 2020 – Capgemini verwerft Altran, wereldleider op het gebied van engineering en industrie.
- 2021 - Altran gaat als onderdeel van Capgemini verder onder het brand "Capgemini Engineering" [4]
- 2022 - Capgemini doorbreekt met een jaaromzet van €22 miljard voor het eerst de grens van 20 miljard euro.[2]

## Services

### Capgemini Invent
Capgemini Invent is het digitale innovatie-, advies- en transformatiemerk van de Capgemini Groep en telt 10.000+ werknemers, globaal verspreid over 36 kantoren en 37 creatieve studio's. Sinds haar lancering in 2018 wordt Capgemini Invent geleid door Cyril Garcia.

## Rapporten
Capgemini publiceert jaarlijks wereldrapporten, waaronder het World Wealth Report, waarin gepeild wordt naar de verdeling van rijkdom in de wereld.

## Opspraak
In Nederland is Capgemini in opspraak gekomen wegens een aantal mislukte dure ICT-projecten waarbij de productie werd geoutsourcet naar programmeursafdelingen in India. De vanuit India opgeleverde code was dermate slecht dat er geen werkend eindproduct tot stand kwam. Aan deze projecten zijn telkens hoge bedragen besteed die vaak uit overheidsgelden bekostigd werden. Een aflevering van het televisieprogramma Zembla behandelde dit onderwerp en werd uitgezonden op 2 september 2015.

## Markten
Capgemini is actief op onderstaande markten:
- Consumer products
- Energie en nutsbedrijven
- IT service management
- Financiële instelling
- Hightech (industrie)
- Interimmanagement
- Life sciences
- Logistieke dienstverlening
- Lokale overheid
- Onderwijs, jeugd, welzijn, sport en cultuur
- Retail en groothandel
- Rijksoverheid
- Sociale zekerheid
- Telecom
- Reizen, vervoer en transport
- Gezondheidszorg
- Projectmanagement, programmamanagement en portfoliomanagement